# Тубільна поліція (Австралія)

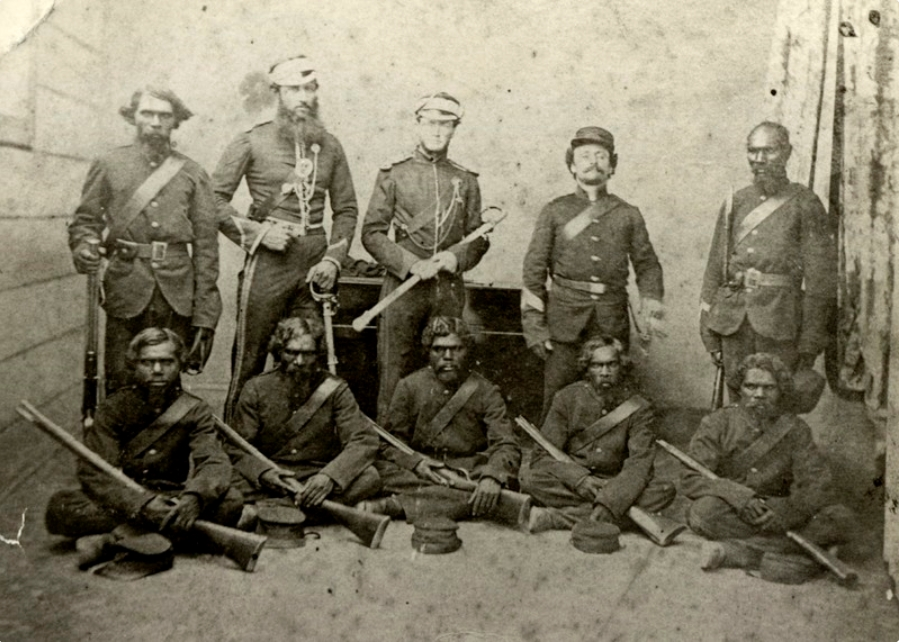
Тубільна поліція Квінсленда. Рокгемптон, 1864 рік.

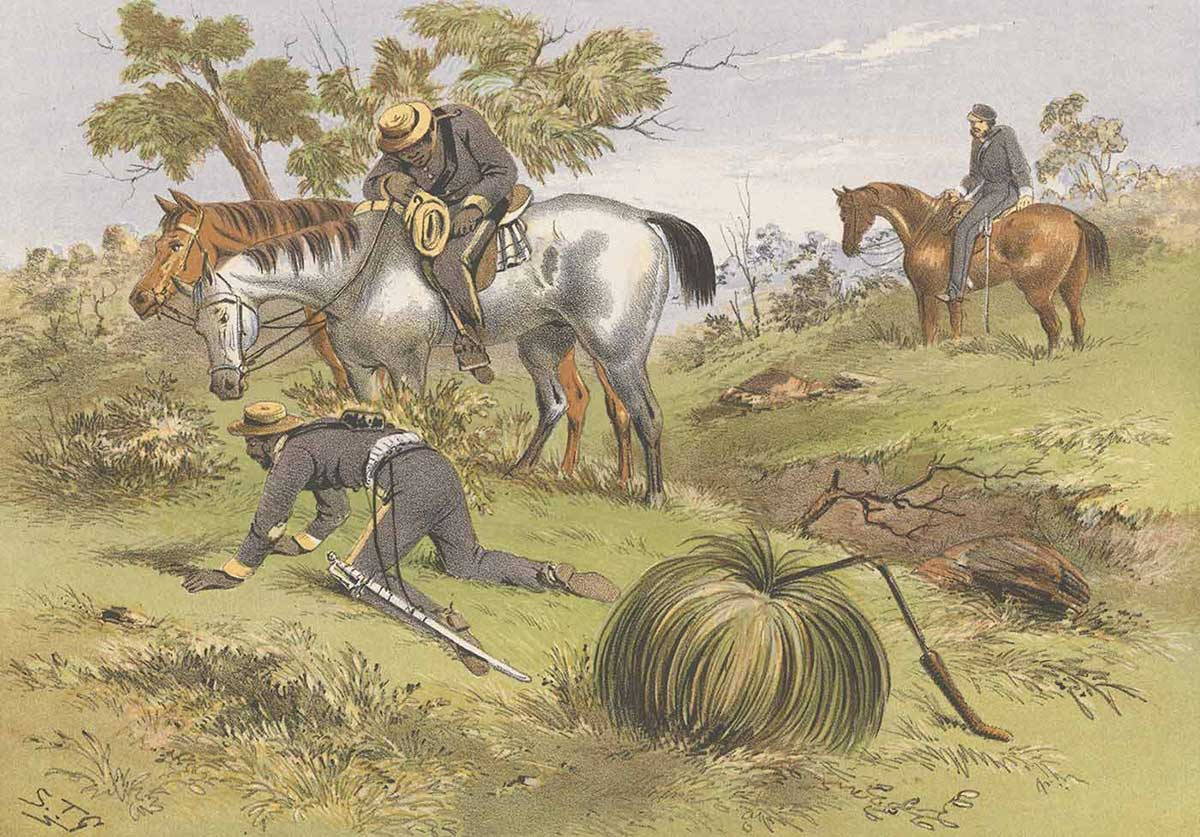
Австралійська тубільна поліція, 1865 рік. Картина Самюела Томаса Гілла.

Австралійська тубільна поліція (англ. Australian native police) — воєнізовані одиниці, що складалися з  солдатів-аборигенів під командуванням, зазвичай, одного білого офіцера. Існували в декількох австралійських колоніях в XIX сторіччі.
Проте, серед них дійсно тільки дві сили були фінансовані з бюджету, організовані та розгорнуті на кордоні урядом для довгострокового використання. Перша була створена 1837 року в районі Порт-Філіп на теренах австралійської колонії Новий Південний Уельс (нині Вікторія). Друга була розгорнута 1848 року в північних районах Нового Південного Уельсу (пізніше колонія Квінсленд). Саме остання, відома переважно просто як «Тубільна поліція» (англ. Native Police Force) й іноді ще звана як «Тубільна кінна поліція» (англ. Native Mounted Police Force), у Квінсленді була найбільшою, найвідомішою та найміцнішою з усіх. Вона проіснувала з 1848 року до 1900 року.
Інші підрозділи тубільної поліції, подібні тим, що існували у Новому Південному Уельсі, також іноді використовувались і в колонії Південна Австралія, Західна Австралія та Північній Території (тоді частині колонії Південна Австралія), але, за невеликим виключенням, вони були неофіційно організовані, часто за приватної ініціативи.